# 蔣繼洙
蔣繼洙（？年—？年），字蕉林，行一，山東省曲阜縣人，道光三十年庚戌科進士，歷官工部郎中，記名御史，軍機處行走，方略館協修。